# Kostel svaté Máří Magdaleny (Kamenná Horka)
Kostel sv. Máří Magdalény v Kamenné Horce okr. Svitavy. Původně gotický kostel postaven ve 14. století. V roce 1749 byl barokně přestavěn. Okolo kostela a hřbitova stojí hřbitovní zeď. Součástí hřbitovní zdi je vzácná polozděná hranolová zvonice z 2. poloviny 15. století, která stojí před kostelem. Na vnější straně hřbitovní zdí stojí bývalá fara a vedle márnice.
V roce 2011 byla zahájena oprava kostela, který se do té doby nacházel v dezolátním stavu. Oprava vnější části kostela již byla dokončena.

## Zajímavosti

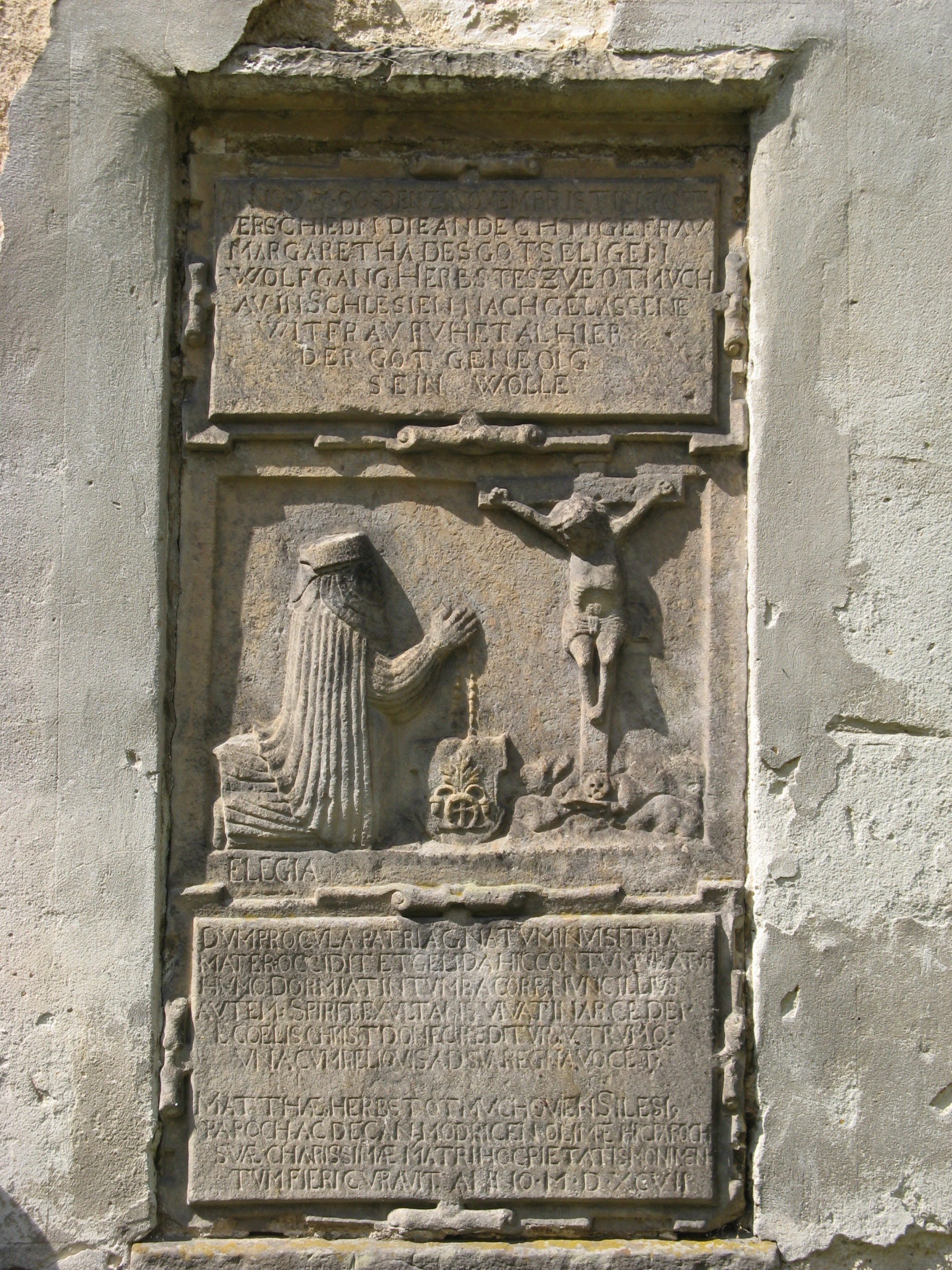
Kamenná deska usazená do vnější zdi kostela

Kamenná deska usazená do vnější zdi kostela svaté Máří Magdaleny. V horní a dolní části desky německo - latinský nápis s daty 1590 a 1597. Uprostřed desky klečí modlící se žena s růžencem v ruce nad erbem před postavou Krista na kříži.
Kamenný (pískovcový) náhrobek s reliéfem kalichu, kříže a knihy u zdi kostela svaté Máří Magdaleny na hřbitově faráře Johana Zechy (nar. 18. 10. 1813, zemř. 29. 3. 1879). Částečně poškozený v letech 2006 a 2007.